# The Band Camino
The Band Camino è un gruppo musicale statunitense formatosi nel 2015. È attualmente costituito dai musicisti Jeffery Jordan, Spencer Stewart e Garrison Burgess.

## Storia del gruppo
La Band Camino ha firmato un contratto con la Elektra nel maggio 2019, pubblicando successivamente l'EP Tryhard, promosso da una tournée.
Hanno in seguito pubblicato l'album in studio eponimo, uscito nel settembre 2021. The Band Camino European Tour è stato tenuto nel maggio 2023. Qualche mese più tardi viene reso disponibile per il consumo The Dark, secondo LP e il primo del gruppo a entrare la Billboard 200. A supporto dell'album è stato imbarcato il Screaming in the Dark Tour, costituito da venticinque date.

## Formazione
Attuale
- Jeffery Jordan
- Spencer Stewart
- Garrison Burgess

Ex componenti
- Andrew Isbell
- Graham Rowell
- Caleb Hughes

## Discografia

### Album in studio
- 2021 – The Band Camino
- 2023 – The Dark

### EP
- 2016 – My Thoughts on You
- 2017 – Heaven
- 2019 – Tryhard

### Singoli
- 2016 – I Spend Too Much Time in My Room
- 2017 – Berenstein
- 2018 – Fool of Myself
- 2018 – Know Me
- 2018 – Less than I Do
- 2019 – Something to Hold on To
- 2019 – Daphne Blue
- 2020 – Crying over You (con Chelsea Cutler)
- 2021 – I Think I Like You
- 2021 – Never a Good Time (con i NOTD)
- 2023 – Last Man in the World
- 2024 – Bruises

## Tournée
- 2023 – The Band Camino European Tour
- 2023 – Screaming in the Dark Tour